# Saint-Clar-de-Rivière
Saint-Clar-de-Rivière település Franciaországban, Haute-Garonne megyében. Lakosainak száma 1664 fő (2022. január 1.). Saint-Clar-de-Rivière Saint-Lys, Cambernard, Labastidette, Lamasquère, Lherm, Muret és Sainte-Foy-de-Peyrolières községekkel határos.

## Népesség
A település népessége az elmúlt években az alábbi módon változott:
| Lakosok száma | 350  | 585  | 743  | 1093 | 1210 | 1294 | 1338 | 1410 | 1495 | 1664 |
|               | 1968 | 1982 | 1990 | 2006 | 2013 | 2015 | 2017 | 2019 | 2020 | 2022 |